# Едуард Дерик
Едуард Холбрук Дерик (на английски: Edward Holbrook Derrick) е австралийски патолог, известен с ролята си в изучаване на заболяването Ку-треска.

## Биография
Роден е в щата Виктория, Австралия. Завършва медицина в Мелбърнския университет през 1922 г. След завършването си за кратко работи в Изследователския медицински институт в Мелбърн. Една година специализира патология в Кралската болница в Лондон.
В периода 1934 до 1947 г. той става директор на лаборатория по микробиология и патология в Здравното министерство на Куинсланд. През това време той изиграва значителна роля в разкриването и изследването на Ку-треската. През 1935 г. едно огнище на заболяването привлича неговото внимание и заедно с няколко колеги той прекарва следващите няколко години в изследване на характеристиките на болестта. Той е дал и името на болестта Ку-треска (Q fever) от Q, първата буква в английската дума query (въпрос, търсене), когато много от фактите за болестта са били неизвестни.